# Letse Communistische Partij
De Letse Communistische Partij (Lets: Latvijas Komunistiskā partija), was de enige legale partij in de Letse Socialistische Sovjetrepubliek van 1940 tot 1990.

## Beginjaren
De voorganger van de LKP was de Letse Sociaaldemocratische Partij, een partij die nauw verbonden was met de Russische Sociaaldemocratische Arbeiderspartij. Dankzij personen als Pēteris Stučka en Yakov Peters nam de invloed van de Bolsjewisten binnen de Letse Sociaaldemocratische Partij toe. In 1903 werd de Letse Bolsjewistische Partij opgericht die de koers van de Russische Bolsjewisten nauwgezet volgde. De in 1905 opgerichte Sociaaldemocraten van het Letse Territorium werd ook geïnfiltreerd door de Bolsjewisten. In de periode voor en tijdens de Eerste Wereldoorlog groeide de invloed van de Bolsjewisten in de Letse gebieden, met name in het noordoosten van Letland, gestaag. De invloed van de Bolsjewisten was in de Letse gebieden over het algemeen groter dan in Estland en Litouwen. Zowel tijdens de Eerste Russische Revolutie (1905) als de Februarirevolutie (1917) waren de Letse Bolsjewieken actief. De Letse Bolsjewisten wonnen de regionale verkiezingen in Lijfland (66,4% van de stemmen). Ook in andere Letse gebieden wonnen de Bolsjewisten de regionale verkiezingen. Met name onder de landloze boeren en de arbeiders waren de Bolsjewieken populair. In de gebieden die door de Duitsers waren bezet (Centraal- en Zuid-Letland) was de Bolsjewistische Partij echter verboden en hier hadden de burgerlijke partijen het voor het zeggen. Later rukten de Duitsers verder op naar het noorden en bezetten de rest van Letland (en Estland).
Na de Wapenstilstand met Duitsland (november 1918) voelden de Bolsjewisten zich sterk genoeg en kwamen in opstand (december 1918). In januari 1919 viel Riga in handen van de Bolsjewisten. De Letse SSR werd uitgeroepen en Pēteris Stučka werd op 15 januari 1919 voorzitter van het Centrale Uitvoerende Comité van de Letse SSR. In maart 1918 werd de partijnaam van de Letse Bolsjewistische Partij veranderd in de Letse Communistische Partij (LKP). De Letse communisten werden massaal gesteund door de Russische communisten. De burgerlijke regering, die na de wapenstilstand van Duitsland in november 1918 aan de macht was gekomen in Letland was sterk gekant tegen de communistische regering. Samen met de nog aanwezige Duitse troepen maakte het Letse leger in opdracht van de burgerlijke regering een einde aan de Letse SSR (mei 1919). In januari 1920 werd Letland onafhankelijk en op 11 augustus 1922 erkende de Russische Socialistische Federatieve Sovjetrepubliek (RSFSR) de onafhankelijkheid van Letland én de burgerlijke regering te Riga.

## Van1940tot1991
De LKP was tijdens het interbellum een verboden partij, maat wist zich als ondergrondse partij te handhaven. Sinds 1936 opereerde de jeugdafdeling van de LKP, de Werkers Jeugdliga van Letland, bovengronds. Na het ondertekenen van het Molotov-Ribbentroppact tussen de Sovjet-Unie en de Nazi-Duitsland, vielen de Baltische staten krachtens dit pact, binnen de invloedssfeer van de Sovjet-Unie. Stalin dwong de Baltische staten om vriendschaps- en non-agressiepacten te sluiten met de USSR. Soldaten van het Rode Leger werden in de Baltische staten gelegerd en de communistische partijen in die staten werden gelegaliseerd. Op 17 juni 1940 werd Letland door het [Rode Leger bezet en op 20 juni werd Augusts Kirhenšteins, een communistische sympathisant, premier. Er werden verkiezingen gehouden waaraan alleen kandidaten mochten meedoen die op de lijst van het Volksblok van de Werkers (LDTB) stonden. Dit waren leden van de LKP en hun sympathisanten. Het LDTB won de verkiezingen en het nieuw gekozen "volksparlement" verzocht om aansluiting van Letland bij de Sovjet-Unie. Op 5 augustus 1940 werd Letland de Letse SSR en werd de LKP de enige toegestane partij. De LKP verloor overigens ook een groot deel van haar zelfstandigheid, doordat zij ondergeschikt werd aan de Al-Unie Communistische Partij (bolsjewisten) (de latere CPSU). De LKP zag zich gedwongen haar partijnaam te wijzigen in Letse Communistische (bolsjewistische) Partij (Latvijas Komunistiskā (boļševiku) Partija, LK(b)P). Nadat de Tweede Wereldoorlog, in 1952 werd de oude partijnaam hersteld.
In 1959 vond er grootscheepse "zuivering" binnen de LKP plaats. Nationaal communistische politici, zoals Eduards Berklavs, de vicepremier (vicevoorzitter van de Raad van Ministers) van de Letse SSR en Aleksandr Nikonov, de minister van Landbouw werden "weggezuiverd" en moesten hun functies neerleggen. Sindsdien werd de LKP voornamelijk bestuurd door etnische Russen.
In de jaren 80, tijdens de perestrojka en de glasnost, groeide het verzet tegen de LKP-partijleiding. Een nieuwe garde LKP-politici wilde radicale hervormingen, zoals democratisering en meer zelfstandigheid voor de Letse SSR binnen de USSR. Op 14 april 1990 scheidden de liberale en nationaal communisten (etnisch Letse communisten) zich van de LKP af en stichtten de Onafhankelijke Letse Communistische Partij. De "onafhankelijke communisten" werkten openlijk samen met de nieuw gestichte oppositiepartijen zoals het Volksfront. Na de eerste democratische verkiezingen sinds decennia, verloren de communisten hun machtsmonopolie.
In 1991 werd de LKP door de Saeima (Lets parlement) verboden.

## Verwijzingen
1. 1 2  Latvia in Transition, door: Juris Dreifelds (1997), blz. 24
2. ↑  Sinds de jaren 80 een dissident en lid van het Volksfront
3. ↑  Latvia in Transition, door: Juris Dreifelds (1997), blz. 45-47
4. ↑  Latvia in Transition, door: Juris Dreifelds (1997), blz. 66